# Kamilla Rytter Juhl
Kamilla Rytter Juhl (Skagen, 23 de noviembre de 1983) es una deportista danesa que compite en bádminton, en las modalidades de dobles y dobles mixto.
Participó en tres Juegos Olímpicos de Verano, entre los años 2008 y 2016, obteniendo una medalla de plata en Río de Janeiro 2016, en dobles (con Christinna Pedersen), el quinto lugar en Pekín 2008 (dobles mixto) y el quinto en Londres 2012 (dobles y dobles mixto).
Ganó cuatro medallas en el Campeonato Mundial de Bádminton entre los años 2009 y 2017, y diez medallas en el Campeonato Europeo de Bádminton entre los años 2006 y 2017.
Es públicamente lesbiana y mantiene una relación con su compañera de equipo Christinna Pedersen.

## Palmarés internacional
| Juegos Olímpicos   | Juegos Olímpicos           | Juegos Olímpicos  | Juegos Olímpicos |
| Año                | Lugar                      | Medalla           | Prueba           |
| ------------------ | -------------------------- | ----------------- | ---------------- |
| 2016               | Río de Janeiro (Brasil)    | Medalla de plata  | Dobles           |
| Campeonato Mundial |                            |                   |                  |
| Año                | Lugar                      | Medalla           | Prueba           |
| 2009               | Hyderabad (India)          | Medalla de oro    | Dobles mixto     |
| 2013               | Cantón (China)             | Medalla de bronce | Dobles           |
| 2015               | Yakarta (Indonesia)        | Medalla de plata  | Dobles           |
| 2017               | Glasgow (Reino Unido)      | Medalla de bronce | Dobles           |
| Campeonato Europeo |                            |                   |                  |
| Año                | Lugar                      | Medalla           | Prueba           |
| 2006               | Den Bosch (Países Bajos)   | Medalla de oro    | Dobles mixto     |
| 2006               | Den Bosch (Países Bajos)   | Medalla de bronce | Dobles           |
| 2008               | Herning (Dinamarca)        | Medalla de oro    | Dobles           |
| 2010               | Mánchester (Reino Unido)   | Medalla de oro    | Dobles mixto     |
| 2012               | Karlskrona (Suecia)        | Medalla de oro    | Dobles           |
| 2012               | Karlskrona (Suecia)        | Medalla de bronce | Dobles mixto     |
| 2014               | Kazán (Rusia)              | Medalla de oro    | Dobles           |
| 2014               | Kazán (Rusia)              | Medalla de plata  | Dobles mixto     |
| 2016               | La Roche-sur-Yon (Francia) | Medalla de oro    | Dobles           |
| 2017               | Kolding (Dinamarca)        | Medalla de oro    | Dobles           |